# Em agosto nos vemos
Em Agosto nos Vemos (En agosto nos vemos) é um romance escrito por Gabriel García Márquez publicado postumamente em março de 2024. Foi lançado no 97º aniversário de seu nascimento, 6 de março.

## Contexto
Em Agosto nos Vemos foi originalmente planejado para ser uma coleção de quatro histórias. García Márquez trabalhava no romance pelo menos desde 1997. Em setembro daquele ano, ele leu trechos de Em Agosto nos Vemos em voz alta na Universidade de Georgetown. No entanto, ele deixou de lado o manuscrito para trabalhar em Memória de Minhas Putas Tristes. Em 2004, ele comentou que se sentia satisfeito com o desenvolvimento da protagonista, mas não com a versão do romance que havia escrito. Ele nunca chegou a completar o livro, e no final de sua vida, começou a sofrer de demência. Devido a seus problemas de memória, ele não acompanhava mais o enredo e, portanto, não conseguia completá-lo.
O manuscrito foi colocado em um arquivo no Harry Ransom Center, da Universidade do Texas em Austin, após a morte de García Márquez. Originalmente, sua família decidiu não publicar o romance incompleto. Porém, em 2022, seus filhos releram os rascunhos do romance, que eram cinco. Embora García Márquez tenha solicitado que seus filhos garantissem a destruição do romance, eles encontraram valor literário no romance e optaram por editá-lo e lançá-lo, afirmando: "Pensamos nisso por cerca de três segundos - foi uma traição aos meus pais, aos [desejos] do meu pai? E decidimos, sim, foi uma traição. Mas é para isso que servem os filhos”.
A publicação de Em Agosto nos Vemos foi anunciada em abril de 2023. Segundo seus filhos, esta será a última obra publicada de García Márquez, já que não resta mais nada em seu arquivo. A escolha de seus filhos de publicar o romance contra a vontade do pai foi recebida com críticas.

## Resumo
Ana Magdalena Bach vive feliz com o marido há 27 anos. Apesar disso, ela pega uma balsa todo mês de agosto para a ilha onde sua mãe está enterrada, e todo mês de agosto arranja um novo amante.
É o primeiro e único romance de García Márquez centrado em uma protagonista feminina.

## Recepção
A publicação de um romance póstumo de García Márquez foi recebida com grande expectativa. Mais de 250 mil exemplares foram pré-encomendados na América Latina, e na Colômbia o livro foi o terceiro romance mais vendido da Librería Nacional na semana anterior ao seu lançamento. A Torre Colpatria em Bogotá se iluminou para comemorar a publicação do romance.
O romance recebeu críticas mistas. Uma crítica negativa para o New York Times chamou Em Agosto nos Vemos de um "adeus insatisfatório". Lucy Hughes-Hallett fez uma crítica negativa do romance para o The Guardian, criticando o estilo, a estrutura e as inconsistências da prosa; por outro lado, Anthony Cummins, também escrevendo para o The Guardian, chamou o romance de "melhor do que [García Márquez] temia". Uma crítica do El País escreveu que o romance "tinha virtudes", mas não poderia estar à altura do melhor trabalho de García Márquez.